# ياغلي بلاغ
ياغلي بلاغ (بالفارسية: یاغلی‌بلاغ) هي مستوطنة تقع في قسم قوريتشاي الشرقي الريفي في إيران. يقدر عدد سكانها بـ 73 نسمة .